# 伯瓦尔德
伯瓦尔德（法語：Beuvardes，法語發音：[bœvaʁd]）是法国上法蘭西大區埃纳省的一个市镇，属于蒂耶里堡区。

## 地理
伯瓦尔德（49°8'31"N, 3°29'22"E）面积15.66 平方千米，位于法国上法蘭西大區埃纳省，该省份为法国北部内陆省份，北起北部省，西接索姆省和瓦兹省，东临阿登省和马恩省，西南至塞纳-马恩省，东北部与比利时接壤。
与伯瓦尔德接壤的市镇（或旧市镇、城区）包括：勒沙尔梅勒、沙尔泰沃、宽西、埃皮耶、塔德努瓦地区费尔、维勒讷沃叙费尔。

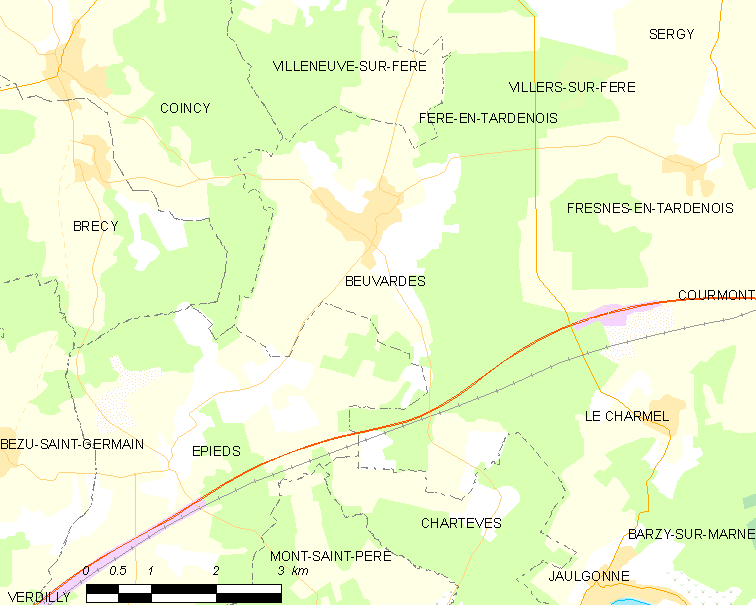
伯瓦尔德的OSM定位图

伯瓦尔德的时区为UTC+01:00、UTC+02:00（夏令时）。

## 行政
伯瓦尔德的邮政编码为02130，INSEE市镇编码为02083。

## 政治
伯瓦尔德所属的省级选区为塔德努瓦地区费尔县。

## 人口

1962-2008年间伯瓦尔德人口变化图示

伯瓦尔德于2022年1月1日时的人口数量为741人。